# Yevguéniya Timoféyeva
Yevguéniya Timoféyeva (en ruso: Евгения Тимофеева; 25 de abril de 1992) es una deportista rusa que compitió en tiro con arco, en la modalidad de arco recurvo. Ganó una medalla de plata en el Campeonato Europeo de Tiro con Arco en Sala de 2017, en la prueba individual.

## Palmarés internacional
| Campeonato Europeo en Sala | Campeonato Europeo en Sala | Campeonato Europeo en Sala | Campeonato Europeo en Sala |
| Año                        | Lugar                      | Medalla                    | Prueba                     |
| -------------------------- | -------------------------- | -------------------------- | -------------------------- |
| 2017                       | Vittel (Francia)           | Medalla de plata           | Individual                 |